# Torres de la Serna

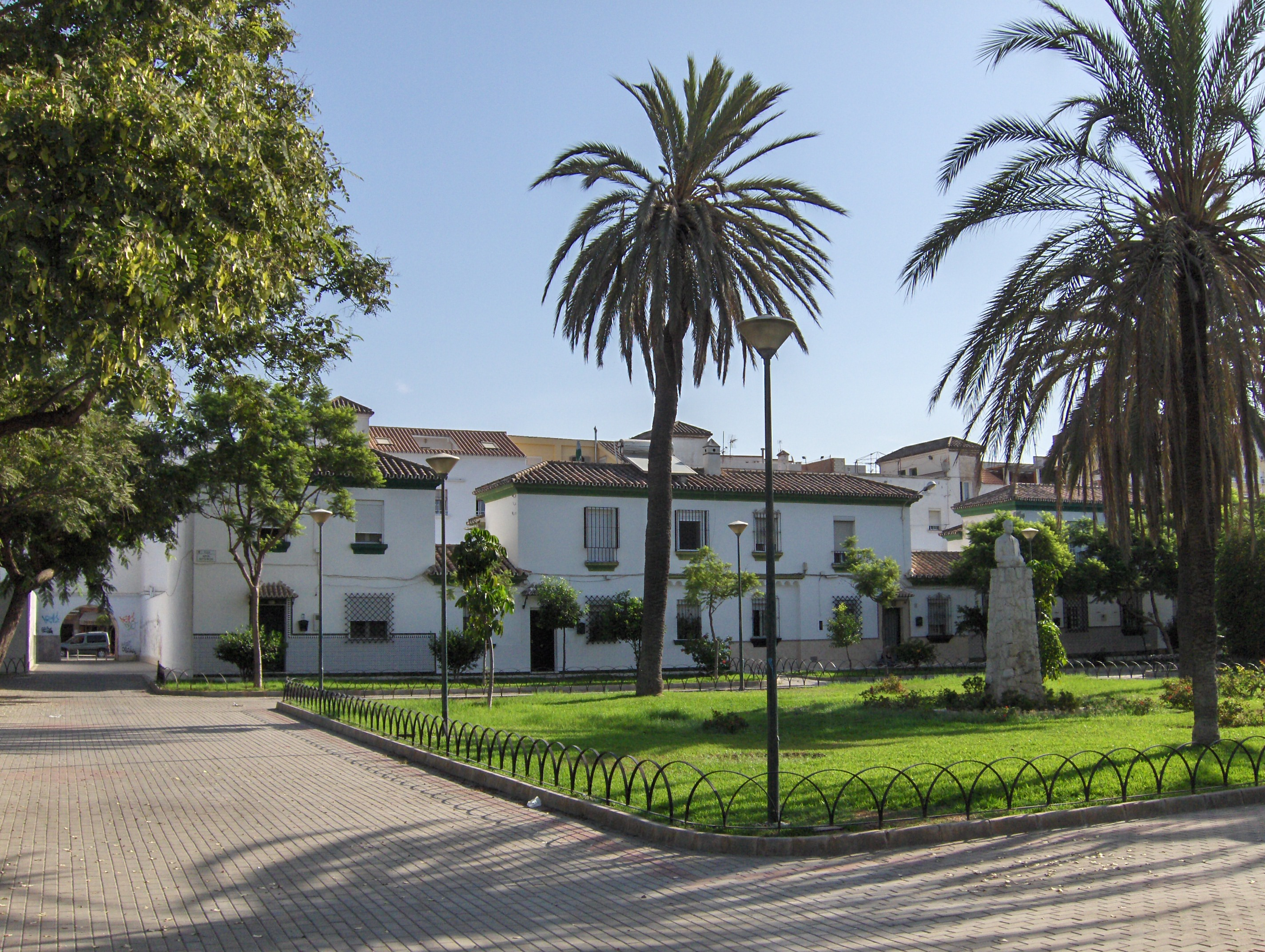
Plaza Manuel Martín Molina en Torres de la Serna.

Torres de la Serna es un barrio perteneciente al distrito Carretera de Cádiz de la ciudad de Málaga, España. Según la delimitación oficial del ayuntamiento, limita al nordeste con el barrio de Huelin; Pacífico, al sureste; al suroeste, con Tabacalera; y al noroeste, con 25 Años de Paz.
Se trata de un barrio de pequeña extensión, que abarca una sola promoción de viviendas, levantada entre 1946 y 1940 para alojar a los obreros de la contigua fábrica de tabacos. Es un conjunto de 122 viviendas y de estilo autárquico. Está dispuesto en forma de U, ocupando la parte posterior una gran plaza. Las fachadas alternan vanos de medio cañón, balcones preñados y vanos adintelados.

## Transporte
En autobús, queda conectado mediante las siguientes líneas de la EMT: 
| Línea | Trayecto                                        | Recorrido | Frecuencia    |
| ----- | ----------------------------------------------- | --------- | ------------- |
| 1     | Parque del Sur - Avda. Europa (San Andrés)      | Recorrido | 8-9 minutos   |
| 3     | Paseo del Parque - Puerta Blanca                | Recorrido | 8 minutos     |
| 10    | Alameda Principal - Churriana                   | Recorrido | 25-30 minutos |
| 15    | La Virreina - Santa Paula                       | Recorrido | 11-12 minutos |
| 16    | Paseo del Parque - La Térmica                   | Recorrido | 12-13 minutos |
| 19    | Paseo del Parque - Aeropuerto                   | Recorrido | 30-35 minutos |
| 27    | Avenida M. A. Heredia - Polígono I. Guadalhorce | Recorrido | 70-80 minutos |
| 31    | Alameda Principal - Mainake                     | Recorrido | 18-25 minutos |
| N1    | Puerta Blanca - El Palo                         | Recorrido | 25 minutos    |